# Семинара
Семина̀ра (на италиански: Seminara) е малко градче и община в Южна Италия, провинция Реджо Калабрия, регион Калабрия. Разположено е на 290 m надморска височина. Населението на общината е 2863 души (към 2014 г.).